# Sender Gladsaxe
Der Sender Gladsaxe ist ein Grundnetzsender des dänischen Rundfunks Danmarks Radio, der sich im Stadtgebiet der Kommune Kommune Gladsaxe 10 Kilometer nordwestlich der dänischen Hauptstadt Kopenhagen befindet. Die Sendeanlage wurde 1955 errichtet und ist die älteste Fernseh-Sendeanlage Dänemarks. Als Antennenträger dient ein 206 Meter hoher, abgespannter Sendemast.
Von hier werden die dänischen Rundfunkprogramme für die Hauptstadtregion ausgestrahlt. Auch in benachbarten Regionen Schwedens sind die Rundfunkprogramme des Senders Gladsaxe gut zu empfangen.

## Frequenzen und Programme

### Analoger Hörfunk (UKW)
| Frequenz (MHz) | Programm                      | RDS PS            | RDS PI | Regionalisierung | ERP (kW) | Antennendiagramm rund (ND)/gerichtet (D) | Polarisation horizontal (H)/vertikal (V) |
| -------------- | ----------------------------- | ----------------- | ------ | ---------------- | -------- | ---------------------------------------- | ---------------------------------------- |
| 90,8           | DR P1 / DR P2                 | DR_P1___/DR_P2___ | 9201   | –                | 60       | ND                                       | H                                        |
| 91,4           | Nova fm                       | NOVA_FM_          | 9205   | –                | 11,8     | D (160–340°)                             | V                                        |
| 93,9           | DR P3                         | DR_P3___          | 9203   | –                | 60       | ND                                       | H                                        |
| 96,5           | DR P4                         | DRP4_KBH          | 9602   | Kopenhagen       | 60       | ND                                       | H                                        |
| 100,0          | Pop FM                        | _POP_FM_          | 9206   | –                | 77,6     | D (0°, 200–330°)                         | V                                        |
| 100,9          | Radio Update / Kanal Gladsaxe | GLADSAXE          | 961C   | –                | 0,16     | ND                                       | H                                        |
| 102,3          | Radio 4                       | _RADIO4_          | 9204   | –                | 60       | D (170–130°)                             | H                                        |

### Digitaler Hörfunk (DAB)
DAB wird in vertikaler Polarisation und im Gleichwellenbetrieb mit anderen Sendern ausgestrahlt.
| Block                  | Programme (Datendienste) | ERP (kW) | Antennen- diagramm rund (ND), gerichtet (D) | Polarisation horizontal (H)/ vertikal (V) | Gleichwellennetz (SFN) |
| ---------------------- | --- | -------- | ------------------------------------------- | ----------------------------------------- | --- |
| 11C DR DAB2 (DNK10006) | DAB+ Block des Danmarks Radio: - DR P1 (96 kbps, Mono) - DR P2 Klassisk (192 kbps) - DR P3 (128 kbps) - DR P5 (128 kbps) - DR P6 Beat (128 kbps) - DR P7 Mix (128 kbps) - DR P8 Jazz (128 kbps) - DR Ramasjang / DR Ultra (80 kbps, Mono) - DR Mama (128 kbps)                                                        | 0,63     | ND                                          | V                                         | Gilleleje, Helsingborg, Hillerød, Nykøbing Sjælland, Gladsaxe, Høve, Holbæk, København, Margretheholm, Jyderup, Kalundborg, Vallø, Slagelse, Nyborg, Tommestrup, Hammeren, Højrup, Øverup, Rø, Blykobbe, Nexø, Vordingborg, Taasinge, Vester Sømarken, Kalvehave, Dueodde, Bregninge, Nakskov, Maribo, Nykøbing Falster Hinweis: Die kursiven Senderstandorte sind zur Inbetriebnahme vorgesehen. |
| 12C DR DAB1 (DNK10001) | DAB+ Block des Danmarks Radio - Radio Klassisk (128kbit/s) (DAB+) - Radio Soft (72kbit/s) (DAB+) - Nova fm (72kbit/s) (DAB+) - Pop FM (72kbit/s) (DAB+) - The Voice (72 kbit/s) (DAB+) - radio100 (72kbit/s) (DAB+) - Ekstra Bladet (56kbit/s) (DAB+) - BBC WorldService (40kbit/s) (DAB+) - myROCK (72kbit/s) (DAB+) | 0,63     | ND                                          | V                                         | Skagen, Tolne, Frederikshavn, Sæby, Brønderslev, Læsø, Aalborg-Frejlev, Thisted, Løgstør, Anholt, Øster Doense, Skive, Lemvig, Viborg, Ørum, Randers, Grenaa, Holstebro - Mejrup, Hadsten, Ebeltoft, Silkeborg, Herning, Gilleleje, Ringkøbing, Aarhus, Helsingør, Brædstrup, Hillerød, Nykøbing Sjælland, Horsens, Ølgod, Gladsaxe, Klejs, Høve, Kopenhagen, Jyderup, Kalundborg, Vejle, Køge, Kolding, Esbjerg, Kalvslund, Slagelse, Nyborg, Tommestrup, Hammeren, Sønder Højrup, Haderslev, Næstved, Rø, Rønne, Agerskov, Vordingborg, Aabenraa, Taasinge, Vester Sømarken, Kalvehave, Tønder, Sønderborg West, Bregninge, Nakskov, Kollund, Maribo, Nykøbing Falster |

### Digitales Fernsehen (DVB-T)
In DVB-T werden folgende Programme ausgestrahlt:
| Kanal | Frequenz (in MHz) | Multiplex                    | Programme im Multiplex       | ERP (in kW) | Antennen- diagramm rund (ND) / gerichtet (D) | Polarisation horizontal (H) / vertikal (V) |
| ----- | ----------------- | ---------------------------- | ---------------------------- | ----------- | -------------------------------------------- | ------------------------------------------ |
| 35    | 586               | unbekannt (bitte eintragen!) | unbekannt (bitte eintragen!) | 2           | ND                                           | H                                          |
| 38    | 610               | unbekannt (bitte eintragen!) | unbekannt (bitte eintragen!) | 0,49        | ND                                           | H                                          |
| 51    | 714               | unbekannt (bitte eintragen!) | unbekannt (bitte eintragen!) | 10          | ND                                           | H                                          |

### Analoges Fernsehen (PAL)
Vor der Umstellung auf DVB-T diente der Sendestandort weiterhin für analoges Fernsehen:
| Kanal | Frequenz (MHz) | Programm            | ERP (kW) | Sendediagramm rund (ND)/ gerichtet (D) | Polarisation horizontal (H)/ vertikal (V) |
| ----- | -------------- | ------------------- | -------- | -------------------------------------- | ----------------------------------------- |
| 4     | 62,25          | DR1                 | 50       | D (255–230°)                           | H                                         |
| 8     | 196,25         | DR2                 | 5        | ND                                     | V                                         |
| 23    | 487,25         | Kanal København     | 3        | ND                                     | H                                         |
| 60    | 783,25         | 6’eren (Kopenhagen) | 3        | ND                                     | H                                         |